# Küküllővári református templom
A küküllővári református templom műemlék Romániában, Fehér megyében. A romániai műemlékek jegyzékében az AB-II-m-A-00200 sorszámon szerepel.